# Ruit (Bretten)
Ruit ist seit 1973 ein Ortsteil der Großen Kreisstadt Bretten in Baden-Württemberg mit rund 1500 Einwohnern. Das Gemarkungsgebiet liegt auf einer Höhe zwischen 184 und 298 m ü. NN.

## Geschichte
Erstmals erwähnt wurde „Ruith“ im Jahr 1244 in einer Urkunde des Bischofs Konrad von Speyer. In den nächsten Jahrhunderten wurde Ruit an das Kloster Maulbronn verkauft, ehe 1444 der Abt von Maulbronn der alleinige Grund-, Vogt- und Gerichtsherr des Dorfes war.
Im Jahr 1504 fiel Ruit durch den Landshuter Erbfolgekrieg unter die Hoheit Württembergs. Ulrich von Württemberg hatte das Kloster Maulbronn erobert. Währenddessen blieb die Belagerung der Stadt Bretten erfolglos, weshalb dort heute noch das Peter-und-Paul-Fest gefeiert wird.
Durch Einführung der Reformation wurde Ruit 1534 evangelisch. Aufgrund der Säkularisation des Klosters Maulbronn im Jahr 1810 ging das Dorf ans Großherzogtum Baden über.
Erst 1906 änderte die Gemeinde „Ruith“ ihren Namen in die heutige Schreibweise. 1973 folgte schließlich die Eingemeindung in die Stadt Bretten.